# Stonington (Maine)
Stonington è un comune degli Stati Uniti d'America, situato nello Stato del Maine, nella contea di Hancock.